# Globepipona zairensis
Globepipona zairensis är en stekelart som beskrevs av Gusenleitner 1998. Globepipona zairensis ingår i släktet Globepipona och familjen Eumenidae. Inga underarter finns listade i Catalogue of Life.